# Alexander Stevic
Alexander Billy Stevic (* 10. September 1975) ist ein schwedischer Pokerspieler. Er gewann im September 2004 das erste Main Event der European Poker Tour.

## Pokerkarriere
Seine erste Geldplatzierung bei einem Live-Turnier erzielte Stevic im März 2004 in Wien. Mitte September 2004 setzte er sich in Barcelona beim ersten Main Event der European Poker Tour (EPT) gegen 228 andere Spieler durch und erhielt eine Siegprämie von 80.000 Euro. Im März 2005 erreichte er beim EPT-Main-Event in Monte-Carlo ebenfalls den Finaltisch und beendete das Turnier auf dem mit 178.000 Euro dotierten dritten Platz. Im Juli 2011 belegte Stevic bei einem in der Variante No Limit Hold’em gespielten Turnier im Hotel Bellagio am Las Vegas Strip den zwölften Platz und sicherte sich ein Preisgeld von mehr als 25.000 US-Dollar. Ab Juli 2020 erzielte er unter seinem Nickname Obelic drei Geldplatzierungen bei der World Series of Poker Online, die aufgrund der COVID-19-Pandemie auf dem Onlinepokerraum GGPoker ausgespielt wurde.
Insgesamt hat sich Stevic mit Poker bei Live-Turnieren knapp 500.000 US-Dollar erspielt.